# Chơi vơi
Chơi vơi (tiếng Anh: Adrift, tiếng Pháp: Vertiges) là một bộ phim điện ảnh Việt Nam của đạo diễn Bùi Thạc Chuyên được ra mắt vào năm 2009. Bộ phim do Hãng phim truyện 1 của Việt Nam và Acrobates Films của Pháp hợp tác sản xuất, đề cập đến các vấn đề của xã hội Việt Nam hiện đại như đồng tính luyến ái và sự vỡ mộng của giới trẻ.

## Nội dung
Lấy bối cảnh Hà Nội hiện đại, bộ phim bắt đầu bằng hôn lễ của Duyên và Hải. Duyên là một hướng dẫn viên du lịch kiêm phiên dịch viên xinh đẹp đã kết hôn với Hải, một tài xế taxi kém cô 2 tuổi. Trái với những suy nghĩ của Duyên, cuộc hôn nhân không làm cô hạnh phúc hơn mà càng lúc càng khó khăn khi người chồng trẻ con không quan tâm đến những nỗ lực thân mật của cô và cuộc hôn nhân vẫn chưa có hồi kết. Cầm yêu thầm Duyên nhưng cay đắng khi người mình yêu đã kết hôn. Cô bảo Duyên đưa thư cho Thổ, một anh chàng hướng dẫn viên du lịch đẹp trai, người đã ném thư vào người Duyên khi cô đến nhà anh để đưa thư. Là một cô gái trẻ khao khát yêu thương, người chồng lại như một cậu trẻ con vừa mới lớn, Duyên nhanh chóng ngã vào vòng tay Thổ mạnh mẽ và từng trải. Sau khi ngoại tình, Duyên vẫn tiếp tục bấp bênh về bản thân, hôn nhân và cuộc sống.

## Diễn viên
- Đỗ Thị Hải Yến vai Duyên.
- Phạm Linh Đan vai Cầm.
- Johnny Trí Nguyễn vai Thổ.
- Nguyễn Duy Khoa vai Hải.
- Nghệ sĩ nhân dân Như Quỳnh vai bà Vân (mẹ Hải)
- Nghệ sĩ nhân dân Bùi Bài Bình vai Dũng.
- Linh Dung vai Vi.

## Sản xuất
Người viết kịch bản cho bộ phim là nhà biên kịch Phan Đăng Di, tác giả của hàng loạt tác phẩm về hình ảnh của nông thôn Việt Nam trong thời kỳ chuyển đổi và hội nhập. Từ năm 2001, đạo diễn Bùi Thạc Chuyên đã nhận được cuốn kịch bản từ Phan Đăng Di. Trong suốt thời gian dài chuẩn bị, hai người đã phải thảo luận nhiều lần để hoàn thiện kịch bản. Tên phim cũng qua nhiều lần thay đổi từ "Đi mãi rồi cũng quay về" đến "Tận cùng là biển" rồi "Mắc kẹt", cuối cùng mới đổi thành "Chơi vơi" trước khi bấm máy vào ngày 20 tháng 9 năm 2008. Dù nhà sản xuất nhiều lần phủ nhận, nhưng thực tế thì Chơi vơi vẫn được xếp vào những bộ phim về đề tài đồng tính. Vì đề tài nhạy cảm, bộ phim đã phải trải qua nhiều lần thẩm định và chờ đến gần 7 năm trước khi kịch bản được duyệt. Đây không chỉ được xem là bộ phim Việt Nam đầu tiên về đề tài đồng tính nữ, mà còn là một bộ phim hiếm thấy làm về đề tài này.
Nhà sản xuất Đặng Tất Bình cho biết, bộ phim cần kinh phí lên hơn 7 tỷ đồng để hoàn thành nhưng nhà nước Việt Nam chỉ tài trợ 1,6 tỷ, còn lại đoàn làm phim phải tự tìm tài trợ từ các nguồn khác nhau. Quỹ Hubert Bals từ Liên hoan phim Rotterdam của Hà Lan và Quỹ Fonds Sud của Pháp đã hỗ trợ thêm cho đoàn làm phim 130 ngàn Euro. Dù khó khăn về kinh phí nhưng trong Chơi vơi lại sử dụng nhiều kỹ thuật mới. Bộ phim được quay bằng camera kỹ thuật số rồi chuyển sang phim nhựa thay vì quay bằng phim 35mm truyền thống, toàn bộ âm thanh đều được thu trực tiếp tại hiện trường nhờ sự hỗ trợ từ đội ngũ sản xuất của Pháp.

## Công chiếu
Tháng 9 năm 2009, bộ phim đã được chọn để trình chiếu tại Liên hoan phim Venezia. Nhà báo Aude Genet nhận xét việc bộ phim được chiếu ở Venice là "dấu hiệu công nhận hiếm hoi dành cho công nghiệp điện ảnh" của Việt Nam. Sau khi giành giải thưởng tại Ý, Chơi vơi tiếp tục xuất hiện ở thị trường Bắc Mỹ khi được công chiếu tại Liên hoan phim quốc tế Toronto. Cùng tháng, bộ phim lần đầu được công chiếu tại châu Á khi tham gia tranh giải tại Liên hoan phim quốc tế Bangkok ở Thái Lan. Trong tháng 10, bộ phim liên tiếp xuất hiện tại nhiều liên hoan phim quốc tế khác như Liên hoan phim Vancouver ở Canada, Liên hoan phim Namur ở Bỉ, Liên hoan phim Busan ở Hàn Quốc, Liên hoan phim London ở Anh. Sau khi xuất hiện tại hàng loạt các liên hoan phim quốc tế, Chơi vơi chính thức ra mắt khán giả Việt Nam vào ngày 13 tháng 11 năm 2009.
Tháng 3 năm 2010, Chơi vơi được Tổ chức Sáng kiến Phim Toàn cầu (tiếng Anh: Global Film Initiative) lựa chọn để trình chiếu tại Nhà hát Letelier Theater ở trung tâm thủ đô Washington của Hoa Kỳ trong khuôn khổ liên hoan phim Lăng kính toàn cầu 2010. Trước đó, bộ phim đã bắt đầu được công chiếu ở thành phố New York từ giữa tháng 1 và bắt đầu chuyến công chiếu qua 35 thánh phố lớn của Hoa Kỳ và Canada trong vòng 1 năm. Tháng 4, bộ phim tham gia tranh giải tại Liên hoan phim quốc tế Titanic lần thứ 17 ở Hungary. Đây là lần đầu tiên một bộ phim Việt Nam được mời tham dự liên hoan phim này. Sau đó, bộ phim đã liên tiếp xuất hiện tại nhiều nơi như Trung Quốc, Jerusalem, Úc, Đức. Đến ngày 9 tháng 2 năm 2011, bộ phim được công chiếu tại Pháp với tựa đề Vertiges tại 2 rạp chiếu phim Le nouveau Latina và Espace Saint-Michel ở Paris.

## Đánh giá

### Hoa Kỳ
Thời báo The New York Times của Hoa Kỳ đã có một bài nhận xét về Chơi vơi sau khi bộ phim được công chiếu tại thành phố New York vào tháng 1 năm 2010 với lời tựa "Hôn nhân và đức hạnh trong một Hà Nội dầm dề mưa". Tác giả Stephen Holden của bài báo đã nhận định, bộ phim của Bùi Thạc Chuyên là "sự thăm dò tinh tế và u sầu những cảm giác bất an về tình ái và sự thức nhận đầy hoang mang".
| “Adrift” evokes a culture whose puritanical restraints have begun to loosen, allowing dangerous sparks to fly. Once desire has been unleashed, smugly settling for less is no longer a comfortable option. | "Chơi vơi" gợi nên một cuộc sống, một nền văn hóa mà ở đó những kiềm tỏa đạo đức đang lỏng lẻo dần, để những ý nghĩ liều lĩnh được dịp bừng lên. Một khi khát vọng được giải phóng, việc giam hãm nó trong một thế giới chật hẹp hơn sẽ không còn là một lựa chọn dễ chịu. |
| | |

### Pháp
Sau khi được công chiếu tại Pháp, Chơi vơi đã nhận được sự quan tâm và đánh giá cao nhất định của báo chí nước này. Theo Đài phát thanh quốc tế Pháp, thứ 4 hằng tuần là thời điểm các rạp giới thiệu phim mới đến cho công chúng, cũng là dịp để báo chí phân tích, phê bình các bộ phim được chiếu. Hai nhật báo lớn ở Pháp là Liberation và Le Monde đã có bài giới thiệu bộ phim Chơi vơi.
Báo Libération đã giới thiệu bộ phim thông qua tựa "Hà Nội và những trái tim" cùng dòng tóm lược "Trong phim Chơi Vơi của Bùi Thạc Chuyên, một phụ nữ đẩy bạn gái của mình vào vòng tay người đàn ông mình yêu". Tờ báo này phỏng đoán, có lẽ Bùi Thạc Chuyên đã từng học qua thủ pháp quay phim liền một mạch. Điều này khiến cho bộ phim có được sự tự nhiên, đánh mạnh vào trực giác và lôi cuốn khán giả vào bộ phim. Đây được xem là đặc điểm của một bộ phim chính kịch hay (khán giả không biết nó đi đâu nhưng vẫn bị nó dẫn dắt), ngược lại hoàn toàn với phim công nghiệp (khán giả biết nó sẽ đi đâu nhưng nó vẫn đứng yên). Libération cho rằng, tất cả mọi thứ trong phim đều được nhìn qua con mắt của người phụ nữ trong lúc mà vai trò đàn ông trong phim bị giảm xuống vị trí "đồ vật". Điều này khiến tác giả bài báo nhận định Bùi Thạc Chuyên là một đạo diễn nữ quyền, hoặc là một đạo diễn "nữ".
Báo Le Monde nhận định rằng chủ đề bộ phim của Bùi Thạc Chuyên là cuộc sống tình dục của những người phụ nữ Việt Nam bị ức chế bởi truyền thống. Điều này khiến tác giả bài báo là Jean Luc Douin đã đặt ra câu tự hỏi, rằng liệu chế độ kiểm duyệt khắt khe đã áp dụng một thời gian dài (của chính quyền Việt Nam) đang được nới lỏng? Một tờ nhật báo khác của Pháp là Les Échos đã nhận xét rằng, bộ phim có tất cả những gì mà họ (những người phương Tây) mong đợi ở một "bộ phim châu Á". Bộ phim quyến rũ nhờ hình ảnh và âm thanh chất lượng cao, sự quyến rũ của diễn viên và bối cảnh khí hậu nhiệt đới ẩm xuất hiện trong phim.

### Việt Nam
Báo Tuổi Trẻ của Việt Nam nhận định, hai yếu tố "mới" và "lạ" đã quyết định sự thành công của bộ phim. Cái lạ của phim là Bùi Thạc Chuyên đã cùng lúc làm được 2 việc: hiện hình hóa được cảm xúc và tâm trạng nhân vật, đồng thời đẩy cảm xúc và tâm trạng ấy vào một hình thái rất chơi vơi. Còn cái mới là nhà làm phim đã cho khán giả thấy được một cuộc sống trôi một cách tự nhiên như không có sự sắp đặt, nhưng thật chất cái đó là kết quả của sự sắp đặt kỹ lưỡng, có tính logic và tương đối hoàn hảo. Dù không nhiều nhân vật, nhưng bộ phim đã khắc họa được nhiều lát cắt đa dạng của cuộc sống "trong một thành phố đang đô thị hóa của một đất nước nghèo đang phát triển".
Bộ phim chỉ chính thức công chiếu tại Việt Nam vào ngày 13 tháng 11 năm 2009, nhưng sự thành công ở nhiều liên hoan phim quốc tế đã khiến bộ phim nhận được nhiều sự chú ý trước cả khi ra rạp, kéo theo đó là nhiều lời nhận xét trái chiều. Trong khi đạo diễn Vinh Sơn đánh giá cao bộ phim và đánh giá đây là một kiểu làm phim hiện đại, thì nhạc sĩ Dương Thụ lại cho rằng đây là một bộ phim "không rõ quốc tịch" và những gì thể hiện trong bộ phim là "một thứ văn hóa lai". Chơi vơi được cho là phù hợp với người nước ngoài, hoặc "Việt kiều" hơn là người Việt bản địa.

## Đón nhận
Chơi vơi là bộ phim nhựa đầu tiên của Việt Nam chính thức tham dự Liên hoan phim Venezia, liên hoan phim lâu đời nhất thế giới. Tại liên hoan phim lớn này, bộ phim đã chiến thắng hạng mục Phim hay nhất ở giải Horizons And Critics' Week (tạm dịch: Phim triển vọng và Tuần lễ phê bình phim) của Hiệp hội các nhà phê bình điện ảnh quốc tế (Fipresci). Sau sự thành công ở Ý, bộ phim không chỉ xuất hiện tại hàng loạt các liên hoan phim quốc tế khác, thu về nhiều giải thưởng và đề cử mà còn được khán giả quốc tế hoan nghênh. Khi được công chiếu tại Đức, bộ phim đã cháy vé vài giờ trước khi chính thức công chiếu. Mặc dù được đánh giá là một bộ phim mang tính nghệ thuật và đã thành công ở nước ngoài, Chơi vơi lại không được khán giả Việt Nam đặc biệt yêu thích, doanh thu phòng vé không cao.

## Giải thưởng và đề cử
| Năm  | Lễ trao giải                         | Hạng mục                  | Đối tượng đề cử | Kết quả   | Nguồn         |
| ---- | ------------------------------------ | ------------------------- | --------------- | --------- | ------------- |
| 2009 | Liên hoan phim Venezia lần thứ 66    | Giải Fipresci             |                 | Đoạt giải | [ 44 ] [ 45 ] |
| 2009 | Liên hoan phim Venezia lần thứ 66    | Giải Orizontti            |                 | Đề cử     | [ 46 ]        |
| 2009 | Liên hoan phim quốc tế Bangkok       | Giải Kinnaree vàng        |                 | Đề cử     |               |
| 2009 | Liên hoan phim quốc tế Vancouver     | Giải Dragons & Tigers     |                 | Đề cử     | [ 47 ]        |
| 2009 | Liên hoan phim Việt Nam lần thứ 16   | Phim truyện điện ảnh      |                 | Bằng khen |               |
| 2009 | Liên hoan phim Việt Nam lần thứ 16   | Đạo diễn xuất sắc         | Bùi Thạc Chuyên | Đoạt giải | [ 48 ]        |
| 2009 | Liên hoan phim Việt Nam lần thứ 16   | Quay phim xuất sắc        | Lý Thái Dũng    | Đoạt giải | [ 48 ]        |
| 2009 | Liên hoan phim Việt Nam lần thứ 16   | Họa sĩ thiết kế xuất sắc  | Lã Quý Tùng     | Đoạt giải | [ 48 ]        |
| 2009 | Liên hoan phim ba châu lục           | Giải Khí cầu đốt lửa vàng |                 | Đề cử     |               |
| 2009 | Liên hoan phim quốc tế Cinemanila    | Phim Đông Nam Á hay nhất  |                 | Đề cử     |               |
| 2010 | Giải Cánh diều 2009                  | Phim truyện điện ảnh      |                 | Đề cử     | [ 49 ] [ 50 ] |
| 2010 | Giải Cánh diều 2009                  | Nữ diễn viên phụ xuất sắc | Linh Dung       | Đoạt giải | [ 51 ] [ 52 ] |
| 2010 | Liên hoan phim Cines del Sur         | Giải Alhambra             |                 | Bằng khen |               |
| 2010 | Liên hoan phim Cines del Sur         | Giải thưởng của NETPAC    |                 | Đoạt giải |               |
| 2010 | Liên hoan phim quốc tế Fribourg      | Giải thưởng chính         |                 | Đề cử     |               |
| 2010 | Giải thưởng điện ảnh châu Á          | Biên kịch xuất sắc        | Phan Đăng Di    | Đề cử     | [ 53 ]        |
| 2010 | Giải thưởng điện ảnh châu Á          | Quay phim xuất sắc        | Lý Thái Dũng    | Đề cử     | [ 54 ]        |
| 2010 | Giải thưởng điện ảnh châu Á          | Âm nhạc xuất sắc          | Hoàng Ngọc Đại  | Đề cử     | [ 53 ]        |
| 2010 | Liên hoan phim Quốc tế Spirt of Fire | Taiga đồng                |                 | Đoạt giải | [ 55 ]        |